# Erbín Trejo
Erbín Alejandro Trejo Macías (ur. 3 czerwca 1990 w mieście Meksyk) – meksykański piłkarz występujący na pozycji środkowego pomocnika, obecnie zawodnik Toluki.

## Kariera klubowa
Trejo jest wychowankiem klubu Deportivo Toluca, do którego seniorskiej drużyny został włączony jako dziewiętnastolatek przez szkoleniowca José Manuela de la Torre, po kilkuletnich występach w czwartoligowych i trzecioligowych rezerwach, a także w drugoligowej filii zespołu – Atlético Mexiquense. W meksykańskiej Primera División zadebiutował 26 lipca 2009 w wygranym 4:3 spotkaniu z Guadalajarą, zaś w wiosennym sezonie Bicentenario 2010 zdobył z Tolucą tytuł mistrza Meksyku. Był jednak wówczas wyłącznie głębokim rezerwowym ekipy i ani razu nie pojawił się na boisku. W jesiennym sezonie Apertura 2012 zanotował ze swoim zespołem wicemistrzostwo kraju, zaś w 2014 roku dotarł do finału najbardziej prestiżowych rozgrywek Ameryki Północnej – Ligi Mistrzów CONCACAF. Premierowego gola w pierwszej lidze strzelił natomiast 26 października 2014 w przegranej 2:3 konfrontacji z Leónem, niezmiennie pełniąc jednak rolę rezerwowego.
| Sezon     | Klub                | Kraj   | Rozgrywki  | Mecze | Bramki |
| --------- | ------------------- | ------ | ---------- | ----- | ------ |
| 2008/2009 | Atlético Mexiquense | Meksyk | Ascenso MX | 7     | 1      |
| 2009/2010 | Deportivo Toluca    | Meksyk | Liga MX    | 1     | 0      |
| 2010/2011 | Deportivo Toluca    | Meksyk | Liga MX    | 3     | 0      |
| 2011/2012 | Deportivo Toluca    | Meksyk | Liga MX    | 1     | 0      |
| 2012/2013 | Deportivo Toluca    | Meksyk | Liga MX    | 2     | 0      |
| 2013/2014 | Deportivo Toluca    | Meksyk | Liga MX    | 3     | 0      |
| 2014/2015 | Deportivo Toluca    | Meksyk | Liga MX    | 9     | 1      |
| 2015/2016 | Deportivo Toluca    | Meksyk | Liga MX    |       |        |